# 21686 Кошни
21686 Кошни (21686 Koschny) — астероїд головного поясу, відкритий 11 вересня 1999 року.
Тіссеранів параметр щодо Юпітера — 3,595.